# Asienspiele 2014/Radsport
Bei den Asienspielen 2014 in Incheon, Südkorea wurden vom 20. September bis 1. Oktober 2014 18 Wettbewerbe im Radsport ausgetragen, je 9 für Frauen und Männer.

## Straße

### Männer

#### Straßenrennen
| Platz | Land | Athlet                            | Zeit (h) |
| ----- | ---- | --------------------------------- | -------- |
| 1     | KOR  | Jang Gyung-gu                     | 4:07:52  |
| 2     | IRI  | Arvin Moazzemi                    | gl. Zeit |
| 3     | HKG  | Leung Chun-wing                   | 4:08:51  |
| 4     | UAE  | Yousif Mohamed Ahmed M. Alhammadi | gl. Zeit |
| 5     | KAZ  | Ruslan Tleubajew                  | gl. Zeit |
| 6     | CHN  | Zhao Jingbiao                     | gl. Zeit |
| 7     | JPN  | Takashi Miyazawa                  | gl. Zeit |
| 8     | TPE  | Wo Po Hung                        | gl. Zeit |
| 9     | UZB  | Vadim Shaehov                     | 4:08:58  |
| 10    | TPE  | Chun Kai Feng                     | gl. Zeit |

Länge: 182 km
Das Rennen wurde am 28. September ausgetragen.

#### Einzelzeitfahren
| Platz | Land | Athlet                  | Zeit (min) |
| ----- | ---- | ----------------------- | ---------- |
| 1     | KAZ  | Alexei Luzenko          | 50:28,78   |
| 2     | KGZ  | Eugen Wacker            | +32,91     |
| 3     | IRI  | Hossein Askari          | +50,99     |
| 4     | JPN  | Fumiyuki Beppu          | +1:40,21   |
| 5     | UZB  | Murodjon Xolmurodov     | +2:03,26   |
| 6     | KOR  | Choe Hyeong-min         | +2:21,71   |
| 7     | MGL  | Tuulchangain Tögöldör   | +2:35,31   |
| 8     | VIE  | Trinh Duc Tam           | +3:27,23   |
| 9     | MAS  | Mohd Fauzan Ahmad Lutfi | +3:41,43   |
| 10    | CHN  | Wang Meiyin             | +3:43,71   |

Länge: 42 km
Das Rennen wurde am 27. September ausgetragen.

### Frauen

#### Straßenrennen
| Platz | Land | Athlet                | Zeit (h) |
| ----- | ---- | --------------------- | -------- |
| 1     | THA  | Jutatip Maneephan     | 3:39:33  |
| 2     | VIE  | Nguyễn Thị Thật       | gl. Zeit |
| 3     | TPE  | Hsiao Mei-yu          | gl. Zeit |
| 4     | HKG  | Diao Xiaojuan         | gl. Zeit |
| 5     | TPE  | Huang Ting Ying       | gl. Zeit |
| 6     | KOR  | Gu Sun-geun           | gl. Zeit |
| 7     | CHN  | Zhang Nan             | gl. Zeit |
| 8     | KOR  | Na Ah-reum            | gl. Zeit |
| 9     | CHN  | Tang Kerong           | gl. Zeit |
| 10    | SIN  | Chan Siew Kheng Dinah | gl. Zeit |

Länge: 126 km
Das Rennen wurde am 29. September ausgetragen.

#### Einzelzeitfahren
| Platz | Land | Athlet                            | Zeit (min) |
| ----- | ---- | --------------------------------- | ---------- |
| 1     | KOR  | Na Ah-reum                        | 37:54,43   |
| 2     | CHN  | Li Wenjuan                        | +51,83     |
| 3     | HKG  | Jamie Wong                        | +1:03,22   |
| 4     | SIN  | Chan Siew Kheng Dinah             | +1:59,74   |
| 5     | THA  | Chanpeng Nontasin                 | +2:07,12   |
| 6     | MGL  | Tüwschindschargalyn Enchdschargal | +2:12,25   |
| 7     | JPN  | Minami Uwano                      | +2:14,60   |
| 8     | TPE  | Tseng Hsiao Chia                  | +2:22,39   |
| 9     | JOR  | Razan Mohammad Mahmoud Soboh      | +4:06,11   |
| 10    | SYR  | Seba Alraai                       | +4:40,62   |

Länge: 28 km
Das Rennen wurde am 27. September ausgetragen.

## Mountainbike

### Männer
Cross Country
| Platz | Land | Athlet             | Zeit (h) |
| ----- | ---- | ------------------ | -------- |
| 1     | CHN  | Wang Zhen          | 1:42,34  |
| 2     | HKG  | Chun Hing Chan     | +0:53    |
| 3     | JPN  | Kōhei Yamamoto     | +1:38    |
| 4     | KAZ  | Kirill Kazantsev   | +2:51    |
| 5     | KOR  | Kwon Soonwoo       | +6:24    |
| 6     | KOR  | Yoo Bumjin         | +6:41    |
| 7     | JPN  | Toki Sawada        | +8:46    |
| 8     | THA  | Keerati Sukprasart | +9:01    |
| 9     | IRI  | Faraz Shokri       | +9:38    |
| 10    | IRI  | Parviz Mardani     | +10:01   |

Das Rennen wurde am 30. September ausgetragen.

### Frauen
Cross Country
| Platz | Land | Athlet                            | Zeit (h)  |
| ----- | ---- | --------------------------------- | --------- |
| 1     | CHN  | Shi Qinglan                       | 1:17:06   |
| 2     | CHN  | Yang Ling                         | +5:56     |
| 3     | JPN  | Yukari Nakagome                   | +13:23    |
| 4     | MGL  | Tüwschindschargalyn Enchdschargal | +17:53    |
| 5     | INA  | Kusmawati Yazid                   | +18:30    |
| 6     | KOR  | Yoo Dajeong                       | +19:30    |
| 7     | INA  | Wilhelmina Tutuarima              | +19:51    |
| 8     | MGL  | Batbaataryn Orchontujaa           | −1 Runde  |
| 9     | NEP  | Laxmi Magar                       | −2 Runden |

Das Rennen wurde am 30. September ausgetragen.

## Bahn

### Männer

#### Sprint
| Platz | Land | Athlet                      |
| ----- | ---- | --------------------------- |
| 1     | JPN  | Seiichirō Nakagawa          |
| 2     | JPN  | Tomoyuki Kawabata           |
| 3     | CHN  | Bao Saifei                  |
| 4     | MAS  | Azizulhasni Awang           |
| 5     | KOR  | Im Chae-bin                 |
| 6     | IRI  | Hassanali Varposhti         |
| 7     | KOR  | Choi Laeseon                |
| 8     | CHN  | Xu Chao                     |
| 9     | MAS  | Muhammad Edrus Bin Mo Yunos |
| 10    | TPE  | Liao Kuo Lung               |

Das Finale wurde am 24. September ausgetragen.

#### Keirin
| Platz | Land | Athlet                     |
| ----- | ---- | -------------------------- |
| 1     | IRI  | Mohammad Daneshvarkhourram |
| 2     | JPN  | Kazunari Watanabe          |
| 3     | MAS  | Josiah Ng                  |
| 4     | CHN  | Bao Saifei                 |
| 5     | JPN  | Yuta Wakimoto              |
| 6     | MAS  | Azizulhasni Awang          |

Das Finale wurde am 25. September ausgetragen.

#### Omnium
| Platz | Land | Athlet                      |
| ----- | ---- | --------------------------- |
| 1     | JPN  | Eiya Hashimoto              |
| 2     | KOR  | Cho Ho-sung                 |
| 3     | HKG  | Cheung King-lok             |
| 4     | UAE  | Yousif Mohamed M. Alhammadi |
| 5     | UZB  | Timur Gumerov               |
| 6     | TPE  | Wu Po Hung                  |
| 7     | CHN  | Liu Hao                     |
| 8     | KAZ  | Artjom Sacharow             |
| 9     | IRI  | Hossein Nateghi             |
| 10    | KSA  | Sultan Mohammed Asiri       |

Das Finale wurde am 22. September ausgetragen.

#### Teamsprint
| Platz | Land | Athlet                                                 |
| ----- | ---- | ------------------------------------------------------ |
| 1     | KOR  | Son Je-yong Im Chae-bin Kang Dong-jin                  |
| 2     | CHN  | Xu Chao Hu Ke Bao Saifei                               |
| 3     | JPN  | Tomoyuki Kawabata Seiichirō Nakagawa Kazunari Watanabe |
| 4     | IRI  | Mahmoud Parash Farzin Arab Hassanali Varposhti         |

Das Finale wurde am 20. September ausgetragen.

#### Mannschaftsverfolgung
| Platz | Land | Athlet                                                           |
| ----- | ---- | ---------------------------------------------------------------- |
| 1     | CHN  | Shi Tao Zhong Yuan Qin Chenlu Liu Hao                            |
| 2     | KOR  | Im Jaeyeon Park Sang-hoon Park Seon-ho Park Keon-woo             |
| 3     | JPN  | Shogo Ichimaru Kazushige Kuboki Eiya Hashimoto Ryo Chikatani     |
| 4     | KAZ  | Dias Ömirsaqow Nikita Panassenko Robert Gainejew Artjom Sacharow |

Das Finale wurde am 21. September ausgetragen.

### Frauen

#### Sprint
| Platz | Land | Athlet          |
| ----- | ---- | --------------- |
| 1     | HKG  | Lee Wai-sze     |
| 2     | CHN  | Zhong Tianshi   |
| 3     | CHN  | Lin Junhong     |
| 4     | MAS  | Fatehah Mustapa |
| 5     | KOR  | Lee Hye-jin     |
| 6     | JPN  | Takako Ishii    |
| 7     | JPN  | Kayono Maeda    |
| 8     | KOR  | Lee Eunji       |
| 9     | IND  | Deborah Herold  |
| 10    | IND  | Kezia Vargheese |

Das Finale wurde am 25. September ausgetragen.

#### Keirin
| Platz | Land | Athlet          |
| ----- | ---- | --------------- |
| 1     | HKG  | Lee Wai-sze     |
| 2     | MAS  | Fatehah Mustapa |
| 3     | CHN  | Zhong Tianshi   |
| 4     | KOR  | Lee Hye-jin     |
| 5     | KOR  | Kim Wong-yeong  |
| 6     | CHN  | Lin Junhong     |

Das Finale wurde am 21. September ausgetragen.

#### Omnium
| Platz | Land | Athlet            |
| ----- | ---- | ----------------- |
| 1     | TPE  | Hsiao Mei Yu      |
| 2     | CHN  | Luo Xiaoling      |
| 3     | KOR  | Na Ah-reum        |
| 4     | JPN  | Sakura Tsukagoshi |
| 5     | HKG  | Diao Xiaojuan     |
| 6     | MAS  | Ju Pha Ap Som Net |

Das Finale wurde am 25. September ausgetragen.

#### Teamsprint
| Platz | Land | Athlet                       |
| ----- | ---- | ---------------------------- |
| 1     | CHN  | Zhong Tianshi Gong Jinjie    |
| 2     | KOR  | Lee Hye-jin Kim Wong-yeong   |
| 3     | TPE  | Hsiao Mei Yu Huang Ting Ying |
| 4     | JPN  | Kayono Maeda Takako Ishii    |

Das Finale wurde am 20. September ausgetragen.

#### Mannschaftsverfolgung
| Platz | Land | Athlet                                                     |
| ----- | ---- | ---------------------------------------------------------- |
| 1     | CHN  | Zhao Baofang Huang Dongyan Jiang Wenwen Jing Yali          |
| 2     | KOR  | Son Hee-jung Kim You-ri Lee Ju-mi Na Ah-reum               |
| 3     | TPE  | Hsiao Mei Yu Huang Ting Ying Tseng Hsiao Chia I Fang Ju    |
| 4     | JPN  | Kisato Nakamura Minami Uwano Kanako Kase Sakura Tsukagoshi |

Das Finale wurde am 22. September ausgetragen.

## BMX

### Männer
| Platz | Land | Athlet                  | Punkte |
| ----- | ---- | ----------------------- | ------ |
| 1     | PHI  | Daniel Patrick Caluag   | 3      |
| 2     | JPN  | Masahiro Sampei         | 7      |
| 3     | CHN  | Zhu Yan                 | 10     |
| 4     | PHI  | Christopher John Caluag | 12     |
| 5     | INA  | Toni Syarifudin         | 13     |
| 6     | KOR  | Kim Young               | 19     |
| 7     | CHN  | Zhao Zhiyang            | 22     |
| 8     | KOR  | Jegal Hyun              | 22     |

Das Rennen wurde am 1. Oktober ausgetragen.

### Frauen
| Platz | Land | Athlet                | Punkte |
| ----- | ---- | --------------------- | ------ |
| 1     | THA  | Amanda Mildred Carr   | 3      |
| 2     | CHN  | Lu Yan                | 7      |
| 3     | CHN  | Peng Na               | 9      |
| 4     | INA  | Elga Kharisma Novanda | 11     |
| 5     | KOR  | Park Mini             | 16     |
| 6     | JPN  | Yuri Yamanomoto       | 19     |
| 7     | JPN  | Miki Iibata           | 21     |
| 8     | THA  | Duangkamon Thongmee   | 22     |

Das Rennen wurde am 1. Oktober ausgetragen.

## Medaillenspiegel
| Platz  | Land                | Gold | Silber | Bronze | Gesamt |
| ------ | ------------------- | ---- | ------ | ------ | ------ |
| 1      | Volksrepublik China | 5    | 6      | 5      | 16     |
| 2      | Südkorea            | 3    | 4      | 1      | 8      |
| 3      | Japan               | 2    | 3      | 4      | 9      |
| 4      | Hongkong            | 2    | 1      | 3      | 6      |
| 5      | Thailand            | 2    | -      | -      | 2      |
| 6      | Iran                | 1    | 1      | 1      | 3      |
| 7      | Chinesisch Taipeh   | 1    | -      | 3      | 4      |
| 8      | Kasachstan          | 1    | -      | -      | 1      |
| 8      | Philippinen         | 1    | -      | -      | 1      |
| 10     | Malaysia            | -    | 1      | 1      | 2      |
| 11     | Kirgisistan         | -    | 1      | -      | 1      |
| 11     | Vietnam             | -    | 1      | -      | 1      |
| Gesamt | Gesamt              | 18   | 18     | 18     | 54     |